# ヤンゴン日本人商工会議所
ミャンマー日本商工会議所（ミャンマーにほんしょうこうかいぎしょ、英語: Japan Chamber of Commerce and Industry, Myanmar、略称: JCCM）は、日本国・ミャンマー両国間の商工業および経営全般の促進、会員間の親睦、商業活動発展のための援助と便宜供与を目的とした組織として1996年に当時の首都ヤンゴンにおいて創立。ミャンマーに進出している日本企業が会員として加盟している。2015年4月までは、ヤンゴン日本人商工会議所として活動していた。

## 概要
当商工会議所は、日本国・ミャンマー両国間の商工業および経営全般の促進、会員間の親睦、商業活動発展のための援助と便宜供与を目的に1996年11月22日、ヤンゴン日本人商工会議所（英語: Japanese Chamber of Commerce and Industry, Yangon、略称: JCCY）として61社の会員で設立された。もともとはラングーン日本人会（現・ヤンゴン日本人会）が在ミャンマー日本人組織の役割を担っていたが、1998年の外国投資法の制定、1992年のタン・シュエの国家法秩序回復評議会議長就任を機に、1995年から日本企業のミャンマーへの進出が急増し、対応が難しくなっていった。そこで1996年に、日本人会を通じてヤンゴン日本人商工会議所が立ち上げられた。ミャンマーにおいて政策提言、進出相談、各種調査、出版事業、日ミャンマー交流活動、企業間交流など広範な事業を行っている。ミャンマー政府機関とも良好な関係を保ち、政策協調、調整を行っている。
2015年4月1日に開催された年次総会によって、ミャンマー日本商工会議所に改称されることが決議された。

## 組織
理事会を中心に、下部機構として業種別5部会と機能別5委員会で構成されている。ヤンゴン日本人会商工会議所オフィスはJETROヤンゴンオフィスアイに設置され、事務局はJRTROヤンゴンオフィスが担っている。会議所専用の事務所はなく、会合は、日本大使館や会員企業の事務所、ホテルなどで開催されている。理事会を中心に関係官庁、ミャンマー連邦商工会議所連盟（UMFCCI）など経済諸団体と緊密な連携をつくっている。

### 理事会
- 会頭
- 副会頭
- 会計理事
- 専務理事／事務局（JETROヤンゴン事務所長）
- 理事
- 顧問・参与（日本国大使館）

### 部会
会議所には5部会がある。
1. 貿易部会
2. 金融部会
3. 工業部会
4. 建設部会
5. 流通サービス部会

### 委員会
会議所には、5委員会があり、会員企業の協力により運営されている。
1. 総務委員会
2. 広報渉外委員会
3. 経営委員会
4. 調査委員会
5. 貿易投資委員会

### 会員企業社数の推移
| 1998年 | 86 |  |
| 1999年 | 70 |  |
| 2000年 | 67 |  |
| 2001年 | 66 |  |
| 2002年 | 61 |  |
| 2003年 | 59 |  |
| 2004年 | 64 |  |
| 2005年 | 63 |  |
| 2006年 | 57 |  |
| 2007年 | 55 |  |
| 2008年 | 50 |  |
| 2009年 | 51 |  |
| 2010年 | 51 |  |

日本アセアンセンター『在ASEANと中国の日本人商工会議所等会員企業数』（1998-2010）より作成。
(グラフでは、1ピクセル1社として示した。）

## 出版
会員及びミャンマーに関心のある読者一般に向けて、さまざまな出版物を発行している。会員割引価格もある。
主なものは以下の通り。
- 『会員名簿』  - 会員企業の基本情報、所属部会、顧問・参与・事務局の連絡先、定款、諸規則を掲載。
- 『ミャンマービジネスガイドブック』 - 初版1997/98版。
- そのほかミャンマー法令の邦訳など